# Madhuca microphylla
Madhuca microphylla är en tvåhjärtbladig växtart som först beskrevs av William Jackson Hooker, och fick sitt nu gällande namn av Arthur Hugh Garfit Alston. Madhuca microphylla ingår i släktet Madhuca och familjen Sapotaceae. IUCN kategoriserar arten globalt som starkt hotad.
Artens utbredningsområde är Sri Lanka. Inga underarter finns listade i Catalogue of Life.